# القاتل (فلم 2015)
القاتل هو فيلم من إخراج هيساو-هايسن هو وبطولة شو كي، تشن تشانج، تشو يون، ساتوشي تسمابوكي وإيثان خوان. صدر الفيلم في تايوان في 28 أغسطس 2015.

## وصلات خارجية
- مقالات تستعمل روابط فنية بلا صلة مع ويكي بيانات